# Tir (hónap)
Tir (perzsa betűkkel تیر) az 1925-ben bevezetett, Iránban használatos iráni naptár negyedik hónapja, az első nyári hónap. 31 napos; kezdete többnyire a világszerte használt Gergely-naptár szerinti június 22-re, utolsó napja pedig július 21-re esik.